# Alaraco
Alaraco es un personaje de historieta originalmente creado por Themo Lobos para la extinta revista de humor adulto "El Pingüino".

## Evolución
Alaraco es un hombre de unos treinta y pocos años, con grandes ojeras y una eterna expresión de angustia que exagera en todo tipo de situaciones, haciendo grandes "alharacas" por todo: Alaraco interpreta cualquier detalle sin importancia como si fuesen tragedias, insultos, desprecios o catástrofes que solo él puede evitar, y sus propias declaraciones de afecto o solidaridad son tan exageradas y empalagosas que es imposible no reír. Está casado con una dulce mujer que aguanta pacientemente los escándalos de su marido y tiene un hijo y una hija, a quienes adora y se esfuerza por cuidar y mimar con su habitual exageración. 
Originalmente, las aventuras de Alaraco tenían un tono más adulto, en donde no faltaban las mujeres ligeras de ropa, o bien completamente desnudas y en situaciones de alta tensión sexual, pero con el detalle de que el nerviosismo (y general inocencia) de Alaraco le llevaban a reaccionar de una manera completamente opuesta a lo que el lector podría esperar. Tampoco era extraño ver (muy a lo lejos) a la esposa de Alaraco perdiendo la paciencia y fuertemente criticando a su esposo por sus exageraciones, sólo para descubrir que al menos en esa oportunidad, los temores de su marido estaban correctamente fundados y la desgracia que él temía SÍ llegaba a ocurrir. En otras ocasiones la esposa y amistades de Alaraco simplemente ignoraban sus gritos de auxilio, asumiendo que este se encontraba bien y sólo estaba exagerando como siempre. (El último panel mostraba a Alaraco en una situación de verdadero peligro, aún pidiendo socorro y preguntándose porqué nadie lo iba a ayudar.)
Tras el cierre de la revista, las aventuras de Alaraco eventualmente continuaron siendo publicadas en la revista "Viejo Verde" en donde sus aventuras tenían un tono erótico aún más elevado, presentando desnudos femeninos detallados y a un Alaraco que tenía numerosas aventuras sexuales con hermosas mujeres, siempre con sus típicas exageraciones. Años más tarde, el personaje reaparece en las páginas del suplemento dominical de historietas del diario La Tercera, en donde sus aventuras son desprovistas de toda referencia adulta y se concentran en la vida diaria de Alaraco y su paciente familia. Para muchos, tanto el arte como el argumento de la historieta alcanzaron su punto máximo durante esta etapa final.

## Legado e influencia
La popularidad del personaje ha tenido el efecto de que en jerga chilena el adjetivo "alharaquiento(a)" haya sido reemplazado por "alaraco(a)", siendo incluso reconocido por la Real Academia Española.
En la década de 1980, el personaje sería interpretado por el humorista chileno Fernando Alarcón en el programa humorístico de televisión Jappening con Ja usando voces aceleradas para Alaraco y su familia, mientras que en la década de 1990 fue encarnado por Daniel Muñoz.
Además fue ícono de promociones televisivas, tanto del juego de azar "Tincazoo" de la Polla Chilena de Beneficencia como de los chocolates Sahnne-Nuss, de la compañía Nestlé, donde en los spot televisivos era interpretador por Fernando Alarcón, y las propagandas escritas y murales, se usaba al personaje dibujado por Themo Lobos.